# 第56回全国高等学校ラグビーフットボール大会
第56回全国高等学校ラグビーフットボール大会（だい56かいぜんこくこうとうがっこうラグビーフットボールたいかい）は、1977年（昭和52年）1月1日から1月9日まで近鉄花園ラグビー場にて行われた、全国高校ラグビー選手権である。優勝は東京都の目黒高校（4回目）。

## 概要
NHKのみの全国ネットでの中継は今大会をもって終了となった。

## 出場校
- 北北海道 美幌 （2年ぶり2回目）
- 南北海道 函館有斗 （初出場）
- 北東北 金足農（秋田県） （7年ぶり6回目）
- 中東北 盛岡工（岩手県） （3年ぶり20回目）
- 南東北 仙台育英（宮城県） （初出場）
- 東関東 北茨城（茨城県） （初出場）
- 北関東 熊谷工（埼玉県） （2年ぶり9回目）
- 南関東 日川（山梨県） （2年ぶり9回目）
- 東京第一 目黒 （10年連続10回目）
- 東京第二 保善 （3年ぶり20回目）
- 神奈川 相模台工 （3年ぶり2回目）
- 北越 新潟工（新潟県） （11年連続11回目）
- 北陸 若狭農林（福井県） （3年ぶり3回目）
- 信静 清水南（静岡県） （2年連続5回目）
- 愛知 名古屋工 （2年ぶり3回目）
- 三岐 志摩（三重県） （6年ぶり3回目）

- 京滋 花園（京都府） （9年連続12回目）
- 大阪第一 大阪工大高 （4年連続5回目）
- 大阪第二 浪商 （2年連続6回目）
- 兵庫 報徳学園 （2年連続9回目）
- 紀和 天理（奈良県） （3年連続33回目）
- 東中国 広島工（広島県） （9年連続10回目）
- 西中国 山口農（山口県） （7年ぶり10回目）
- 北四国 新田（愛媛県） （5年連続18回目）
- 南四国 徳島工（徳島県） （3年ぶり3回目）
- 福岡 大里 （6年ぶり2回目）
- 中九州 佐賀工（佐賀県） （7年連続7回目）
- 長崎 長崎南 （3年ぶり4回目）
- 大分 大分舞鶴 （5年連続17回目）
- 宮崎 都城 （初出場）
- 南九州 加治木工（鹿児島県） （初出場）
- 前年度優勝校:国学院久我山（東京都） （8年連続8回目）

## 試合時間
1、2回戦は25分ハーフで行い、2回戦以降は30分ハーフで行う。同点で終了した場合は抽選にて次回出場校を決める。

## 試合

### 1回戦
- 金足農 7 - 4 都城
- 目黒 29 - 9 長崎南
- 大阪工大高 18 - 15 熊谷工
- 盛岡工 26 - 0 報徳学園
- 相模台工 19 - 6 徳島工
- 仙台育英 23 - 4 大里
- 加治木工 45 - 0 日川
- 大分舞鶴 30 - 4 名古屋工

- 北茨城 29 - 8 佐賀工
- 新田 24 - 3 美幌
- 花園 25 - 10 函館有斗
- 浪商 19 - 0 新潟工
- 清水南 14 - 13 山口農
- 保善 17 - 6 天理
- 志摩 24 - 18 広島工
- 国学院久我山 21 - 6 若狭農林

### 2回戦
- 目黒 17 - 10 金足農
- 大阪工大高 36 - 6 盛岡工
- 相模台工 25 - 0 仙台育英
- 大分舞鶴 7 - 0 加治木工

- 北茨城 40 - 4 新田
- 花園 18 - 4 浪商
- 保善 43 - 0 清水南
- 国学院久我山 53 - 0 志摩

### 準々決勝
- 目黒 23 - 7 大阪工大高
- 大分舞鶴 19 - 10 相模台工

- 花園 22 - 14 北茨城
- 国学院久我山 13 - 3 保善

### 準決勝
- 目黒 14 - 10 大分舞鶴
- 花園 15 - 12 国学院久我山

### 決勝
- 目黒（3年ぶり4回目） 29 - 9 花園

## 関連試合

### 第4回高校東西対抗試合
- 大会で特に活躍した選手を選抜したうえで東西に分かれて行ういわば高校ラグビー版オールスターゲームである。

東軍監督石丸克己、西軍監督山口安典、1977年1月15日 国立競技場 試合結果東軍 27-13 西軍